# ChemSpider
ChemSpider는 화학 약품의 데이터베이스이자 화학자를 위한 구조 중심의 커뮤니티를 제공하는 의도로 만든 무료 접근 웹 사이트다. 이 사이트는 무료로, 모두가 사용할 수 있도록, 화학 구조의 이용가능한 정보원과 이와 관련된 정보를 하나의 검색 저장소에 종합하고 색인을 할 목적으로 개발되었다. 이전에는 온라인에서 이용가능한 화합물과 데이터를 포함하는 데이터베이스의 많은 양이 있었다는 사실에도 불구하고 고유의 품질, 정확성과 완전성이 많은 관련성에서 부족했었다. 그래서 의도가 온라인 데이터의 질을 개선하고, 분석 데이터, 반응합성, 실험적인 속성과 다른 가치있는 자원을 연결하는 것과 같이 데이터를 포함할 수 있는 정보를 확장하고, 화학 커뮤니티가 데이터를 정리하는데 기여할 수 있는 기반을 제공하는 것이었다. 이것은 200개 이상의 데이터 정보원으로부터 2100만 이상의 독특한 화학 구조를 포함하는 자원으로 성장했다. 또한 ChemSpider는 단일 또는 일괄 처리 화학 구조(활동 데이터 포함)와 트랜잭션에 기반을 둔 물리적인 데이터의 예측을 실시간으로 증착하고, 화학 구조의 분석적인 데이터의 연결과 데이터의 큐레이션을 실시간으로 가능하게 했다. 시스템의 소셜 커뮤니티 측면은 이러한 접근의 가능성을 보여준다.

## 개요
ChemSpider는 RSC 출판사가 멘체스터 대학(University of Manchester)과 함께 개발한 것으로 2천6백만 개 이상의 화학구조 및 속성, 관련정보들에 대해 빠른 엑세스를 제공하는 화학구조 데이터베이스로써, 400개 이상 데이터 정보들의 통합적이고 밀접한 합성어들을 통해 연구자들이 한번의 온라인 검색으로 화학 데이터들을 종합적으로 검토할 수 있도록 도와준다. ChemSpider Mobile상에서 화학구조를 끌어당기거나 합성어를 입력할 수 있으며, 이용 방법 또한 편리하고 쉽다. 검색결과는 구조와 이름을 보여주는 리스트로 나타나며, 어떠한 검색 결과든지 모바일 브라우저를 시작하거나 ChemSpider 웹 페이지의 구조를 보면서 더 자세히 조사할 수 있다. ChemSpider 웹페이지 역시 모바일 브라우저에서 잘 작동되도록 설계되어있으나, 모바일 애플리케이션은 사용하기 더욱 편하고, 끌어당기는 기능을 지닌 모바일 장치 구조에 의한 검색의 용이성으로 최근 각광받고 있다.

## 미션
ChemSpider 미션은 다음과 같다.
- 웹에서 복합 데이터를 함께 가져올 수 있음
- 쉽고 강력한 검색 옵션 제공
- 구조 및 하부 구조 검색
- 검증 동의어 정확한 텍스트 검색 확장을 향상
- 공공 화학 데이터 소스의 품질 향상
- 수동 주석 및 수정 도구는 전문가 리뷰 크라우드 소싱 큐 레이션 제공
- 데이터의 추가 및 보존을 위한 출판 플랫폼을 제공
- 등록된 사용자가 업로드할 수 있는 자신의 구조를 온라인으로 설정하고 자신의 홈페이지가 등록된 사용자는 복합 레코드 스펙트럼, 추가 데이터, 링크, 비디오, 오디오를 추가 가능

## 데이터베이스
ChemSpider는 400개 이상의 데이터 정보원들로부터 구성된 2,600만개 이상의 분자식 데이터베이스를 갖추고 있다. 정보원의 리스트는 다음과 같다.
- A-L: EPA DSSTox, U.S. Food and Drug Administration (FDA), Human Metabolome Database, Journal of Heterocyclic Chemistry, KEGG, KUMGM, LeadScope, LipidMAPS
- M-N: Marinlit, MDPI, MICAD, MLSMR, MMDB, MOLI, MTDP, Nanogen, Nature Chemical Biology, NCGC, NIAID, National Institutes of Health (NIH), NINDS Approved Drug Screening Program, NIST, NIST Chemistry WebBook, NMMLSC, NMRShiftDB
- P-S: PANACHE, PCMD, PDSP, Peptides, Prous Science Drugs of the Future, QSAR, R&D Chemicals, San Diego Center for Chemical Genomics, SGCOxCompounds, SGCStoCompounds, SMID, Specs, Structural Genomics Consortium, SureChem, Synthon-Lab
- T-Z: Thomson Pharma, Total TOSLab Building-Blocks, UM-BBD, UPCMLD, UsefulChem, Web of Science, xPharm, ZINC

## 역사
ChemSpider은 2009년 5월에 화학의 왕립 학회(Royal Society of Chemistry)
에 인수되었다. RSC의 인수에 앞서, ChemSpider가 민간 기업에 의해 통제된 ChemZoo 회사는 시스템은 첫 번째 베타 버전 형태로 2007년 3월에 시작하여 2008년 3월에 무료로 전환했다. ChemSpider는 WiChempedia의 구현을 통해 위키백과의 화학 구조 컬렉션에 대한 지원을 포함하도록 하는 화학 데이터베이스의 일반적인 지원을 확장했다.

## 공동 제작자
- InChI Trust
- ACD/Labs
- OpenEye
- Accelrys, Inc
- iChemLabs

## 검색지원
1. 일반검색, 구조검색, 상세 검색
구조검색 화면에서는 화학물명(chemical name) 혹은 대체명 (Trade Name)으로 화학구조 검색이 가능하며, 화학식으로도 검색 가능
2. 화학물명, SMILES, 국제화학식별자(InChi)를 통해 화학구조 자동 산출
※국제화학식별자란(InChI: International ChemicaI) Identifier란 - 분자정보를 표준적이고 해독 가능하도록 암호화하여 웹 상 및 데이터베이스에서 검색이 가능하도록 디자인된 화학물질 원문식별자
- 화학구조, 조직(Systematic) 명, InChIKey 확인 가능
- 인증된 이름 및 타 식별자 확인 가능
- 검색 데이터 구입 정보 확인 및 구입 가능
- 예측 및 실험 데이터 이용 가능
- 특허 정보 확인 가능 : SureChem의 원문을 보려면 타이틀명 클릭
- 검색주제와 관련된 RSC출판물 및 RSC 데이터베이스와 연동하여 검색 가능

## 같이 보기
- PubChem
- 드러그뱅크
- ChEBI
- ChEMBL